# District de Montdidier
Le district de Montdidier est une ancienne division territoriale française du département de la Somme de 1790 à 1795.
Il était composé des cantons de Montdidier, Ailly-sur-Noye, Aubvillers, Hangest, Harbonnieres, Moreuil, Rethonvillers, Roye et Rozières.